# Microsoft Power BI
Power BI è un servizio d'analisi aziendale prodotto da Microsoft. Fornisce visualizzazioni di dati interattive e funzionalità di business intelligence con un'interfaccia grafica, per consentire agli utenti di creare report e dashboard anche molto avanzati attraverso l'uso del linguaggio DAX.

## Prodotto
Power BI offre servizi di business intelligence (BI) sul cloud, noti come "Servizi Power BI", insieme a un'interfaccia desktop, denominata "Power BI Desktop". Offre funzionalità di data warehouse tra cui preparazione e rilevazione dei dati e dashboard interattivi. Nel marzo 2016, Microsoft ha distribuito un servizio chiamato Power BI Embedded sulla piattaforma cloud di Azure. Ciò che lo differenzia è la capacità di caricare visualizzazioni personalizzate.

## Storia
L'applicazione è stata ideata da Thierry D'Hers e Amir Netz del team SQL Server Reporting Services di Microsoft. È stato progettato da Ron George nell'estate del 2010 e chiamato Project Crescent. Project Crescent si poteva scaricare già dall'11 luglio 2011, in bundle con SQL Server Codename Denali. Successivamente ribattezzato Power BI, è stato annunciato da Microsoft a settembre 2013 come Power BI per Office 365. La prima versione di Power BI si basava su componenti aggiuntivi basati su Microsoft Excel: Power Query, Power Pivot e Power View. Dopo un po' di tempo, Microsoft ha aggiunto molte funzionalità come faq, connettività dei dati a livello aziendale e opzioni di sicurezza tramite Power BI Gateway. Power BI è stato distribuito per la prima volta il 24 luglio 2015.
Nel febbraio 2019, Gartner conferma Microsoft come leader nel "Quadrante magico Gartner 2019 per piattaforma di analisi e business intelligence" per le funzionalità della piattaforma Power BI. Ciò voleva dire che era il 12º anno consecutivo di riconoscimento di Microsoft come fornitore leader in questa categoria di quadranti magici (3 anni prima della creazione di questo strumento)

## Componenti Chiave
I componenti chiave dell'ecosistema Power BI comprendono:

### Desktop Power BI
L'applicazione basata su desktop Windows per PC e desktop, principalmente per la progettazione e la pubblicazione di report per il Servizio.

### Servizio PowerBI
Il servizio online basato su SaaS (software come servizio). Questo era precedentemente noto come Power BI per Office 365, ora denominato PowerBI.com o semplicemente Power BI.

### App per dispositivi mobili Power BI
Le app Power BI per dispositivi mobili per dispositivi Android e iOS, nonché per telefoni e tablet Windows.

### Gateway di Power BI
I gateway vengono usati per sincronizzare i dati esterni in entrata e in uscita da Power BI e sono necessari per gli aggiornamenti automatici. In modalità Enterprise, può essere utilizzato anche da Power Automate (precedentemente denominato Flows) e PowerApps in Office 365.

### Power BI integrato
L'API REST di Power BI può essere usata per creare dashboard e report nelle applicazioni personalizzate che servono gli utenti di Power BI e gli utenti non Power BI.

### Server di report di Power BI
Una soluzione di reporting di Power BI locale per le aziende che non archiviano o non possono archiviare i dati nel servizio Power BI basato su cloud.

### Power BI Premium
Offerta basata sulla capacità che include la flessibilità di pubblicare report su vasta scala in tutta l'azienda, senza richiedere ai destinatari di ottenere licenze individuali per utente. Scalabilità e prestazioni maggiori rispetto alla capacità condivisa nel servizio Power BI

### Marketplace di elementi visivi di Power BI
Un marketplace di elementi visivi personalizzati e elementi visivi basati su R. Puoi dare vita ai tuoi dati aziendali e trarre informazioni da questo risultato.

### Flusso di dati di Power BI
Un'implementazione di Power Query nel cloud che può essere utilizzata per le trasformazioni dei dati per creare un set di dati Power BI comune che può essere reso disponibile per diversi sviluppatori di report tramite Common Data Service di Microsoft. Può essere utilizzato come alternativa, ad esempio, all'esecuzione di trasformazioni in SSAS e può garantire che diversi sviluppatori di report utilizzino dati che sono stati trasformati in modo simile.

### Set di dati di Power BI
Un set di dati di Power BI può funzionare come una raccolta di dati da utilizzare nei report di Power BI e può essere connesso o importato in un report di Power BI.[15] Un set di dati può essere connesso e ottenere i dati di origine tramite uno o più flussi di dati.

### Datamart di Power BI
All'interno di Power BI, Datamart è un contenitore che combina flussi di dati Power BI, set di dati e un tipo di data mart o data warehouse (sotto forma di un database SQL di Azure) nella stessa interfaccia. L'interfaccia ha quindi la possibilità di essere un unico luogo per l'amministrazione sia del livello ETL (Dataflow), un data mart intermediario (con ad esempio l'archiviazione di schemi a stella, tabelle dimensionali, tabelle dei fatti), e infine il livello di modellazione (Dataset).

### Hub dati di Power BI
Un hub di dati per l'individuazione dei set di dati di Power BI all'interno del servizio Power BI di un'organizzazione in modo che i set di dati possano essere riutilizzati da una posizione centrale.

## Esempi di uso
Transport for London usa Power BI per mostrare quando le loro stazioni sono più affollate.
Il Ministero della salute, in collaborazione con la Presidenza del Consiglio dei ministri e il Commissario straordinario per l'emergenza Covid-19, usa Power BI per fornire il report dei vaccini Anti Covid-19 somministrati.